# Lector

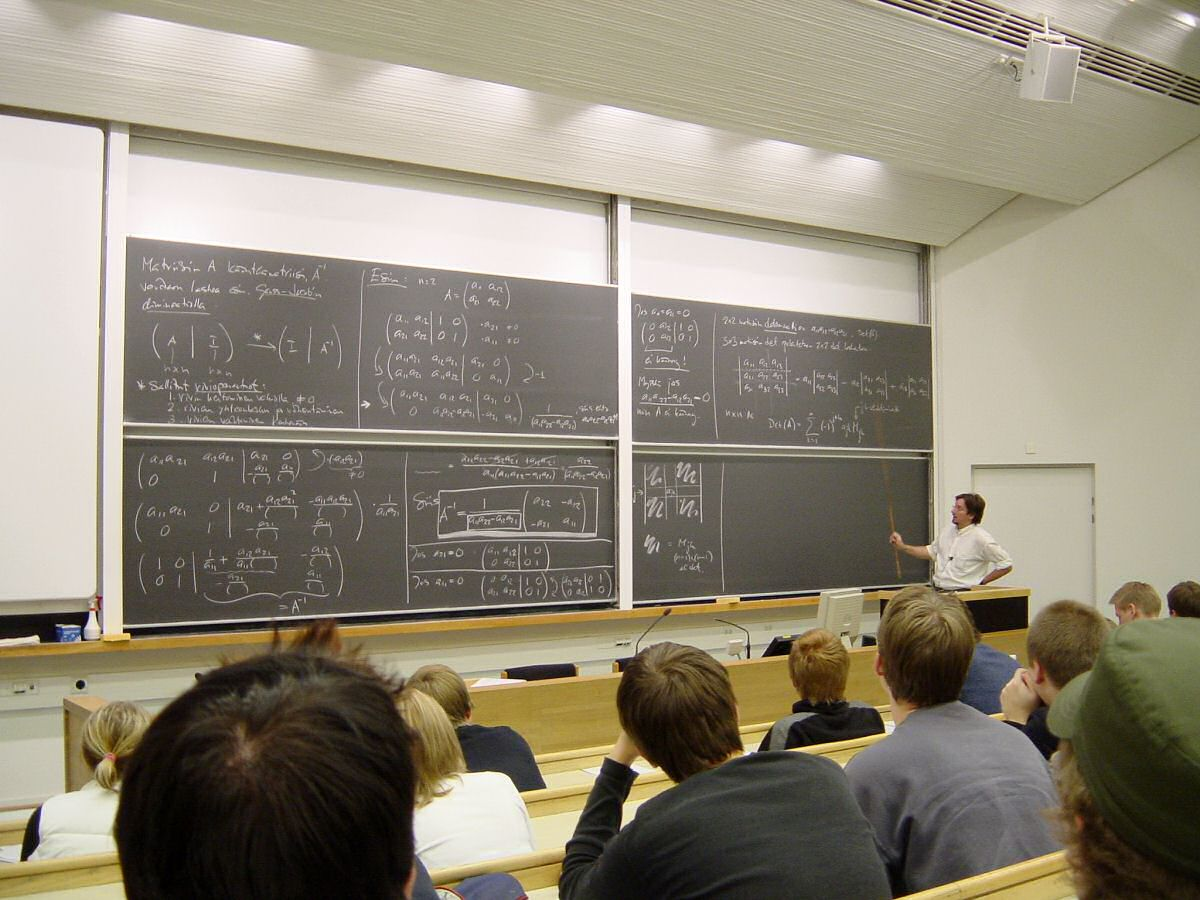
Lectură de matematică la Universitatea din Helsinki

Lector (sau lector universitar) este un titlu academic și o funcție didactică din învățământul superior.

## Lector universitar în România
Lector universitar (sau șef de lucrări) este o funcție didactică în învățământul superior din România, superioară celei de Asistent universitar și inferioară celei de Conferențiar universitar.
Funcția se ocupă prin concurs, candidații trebuie să dețină o diplomă de doctor și să îndeplinească standardele facultății. În cazul învățământului medical, candidatul trebuie să dețină titlul de medic specialist.
În învățământul superior medical și tehnic îi corespunde funcția de șef de lucrări deoarece universitățile politehnice și medicale aveau o organizație diferită față de cele teoretice. Acestea puneau accent pe aplicațiile practice, lucrări de laborator sau activități clinice. Din punct de vedere legal și salarial, titlurile sunt echivalente și urmează aceleași criterii de promovare cu titlul de doctor obligatoriu.
În cercetare, se echivalează cu funcția de Cercetător științific gradul III.

### Activități desfășurate
Lectorul universitar desfășoară activități didactice și de cercetare, potrivit statului de funcții.
Norma didactică a unui lector universitar este de 12 ore convenționale, din care cel puțin 2 activități de predare și poate cuprinde: 
- activități de predare;
- activități de seminar, lucrări practice și de laborator, îndrumare de proiecte de an;
- îndrumarea elaborării lucrărilor de licență;
- îndrumarea elaborării disertațiilor de master;
- îndrumarea elaborării tezelor de doctorat (în cazul deținerii abilitării);
- alte activități didactice, practice și de cercetare științifică înscrise în planurile de învățământ;
- conducerea activităților didactico-artistice sau sportive;
- activități de evaluare;
- tutorat, consultații, îndrumarea cercurilor științifice studențești, a studenților în cadrul sistemului de credite transferabile;
- participarea la consilii și în comisii în interesul învățământului.[3]

## Comparație internațională
| Sistemul românesc                                    | Sistemul Commonwealth                             | Sistemul american            | Sistemul german                                     |
| ---------------------------------------------------- | ------------------------------------------------- | ---------------------------- | --------------------------------------------------- |
| Profesor universitar/Profesor universitar consultant | Profesor (catedră)                                | Distinguished Full Professor | Professor (W3, cu catedră – Ordinarius)             |
| Conferențiar universitar                             | Reader / Principal Lecturer / Associate Professor | Full Professor               | Professor (W2/W3, fără catedră – Extraordinarius)   |
| Lector universitar/Șef de lucrări                    | Senior Lecturer                                   | Associate Professor          | Oberassistent / Hochschuldozent (W2)                |
| Asistent universitar                                 | Lecturer                                          | Assistant Professor          | Juniorprofessor / Wissenschaftlicher Assistent (W1) |
| Preparator universitar                               | Associate Lecturer                                | Instructor                   | Lehrbeauftragter                                    |

## Lector în Regatul Unit
În Regatul Unit, termenul lecturer este ambiguu și acoperă mai multe grade academice. Principala distincție este între posturile permanente (cu durată nedeterminată) și cele temporare (cu durată determinată).
Un lector permanent în universitățile britanice deține o funcție pe termen nedeterminat cu activități de predare, cercetare și responsabilități administrative. Acesta poate fi promovat la funcția de senior lecturer după câțiva ani. Prin contrast, lectorii angajați pe perioadată determinată sunt numiți pentru nevoi didactice specifice pe termen scurt. Aceste posturi sunt ocupate de persoane aflate în perioada postdoctorală. 
Istoric, promovarea la funcția de senior lecturer reflecta excelența în predare sau administrare, mai degrabă decât în cercetare, și nu ducea promovarea ca profesor. În prezent, promovarea la senior lecturer se bazează pe realizările științifice și reprezintă un pas normal spre ocuparea unei catedre. Majoritatea lectorilor cu posturi permanente dețineau doctorat (50% în 2010) și experiență postdoctorală, deși istoric existau excepții pentru persoane cu merite deosebite în cercetare. 
Din 1992, sistemul de ierarhizare a fost schimbat. Astfel multe universități pre-1992 folosesc: Lecturer A, Lecturer B, Senior Lecturer, Reader, Professor, în timp ce cele post-1992 folosesc: Lecturer, Senior Lecturer, Principal Lecturer (axat pe management) sau Reader (axat pe cercetare), Professor. 
Din 1988, odată cu reforma educației, titularizarea de tip „pe viață” a fost erodată. Rectorii pot concedia cadrele pe criterii de performanță. Contractele pot fi și sintagma „tenure” pentru cadrele reangajate până la perioada de pensionare pe baza unei comisii de evaluare, scrisori de recomandare de la experți, dar nu reprezintă o avansare în titulatură. 

## Lector în Statele Unite

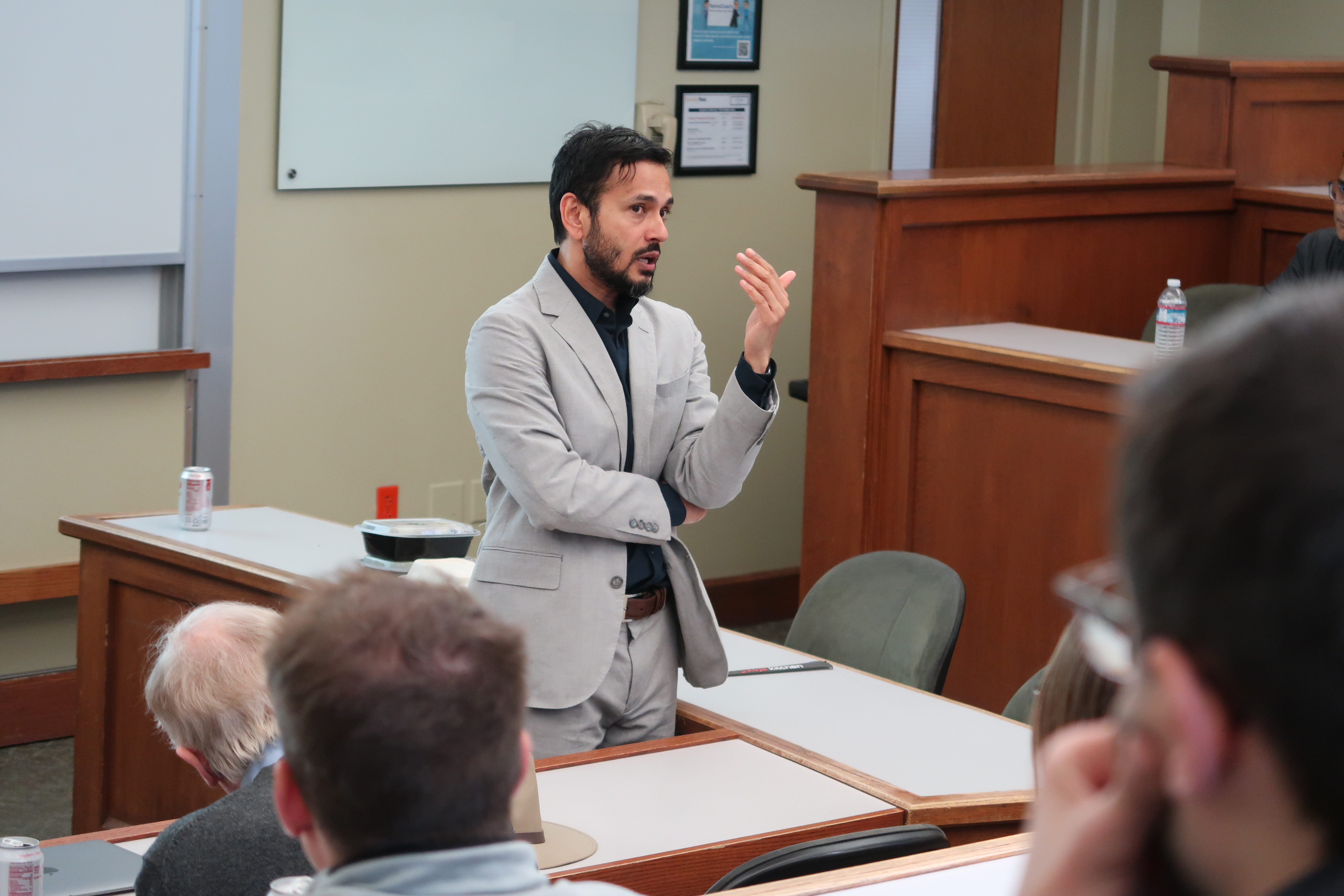
O prelegere la Universitatea Berkeley din California cu profesorul Deepak Hegde

În Statele Unite, utilizarea titlului de lector variază între instituțiile de învățământ superior. Acesta se referă la cadre didactice universitare fără drept de titularizare și fără obligații de cercetare. Titlul nu indică dacă postul este cu normă întreagă sau parțială, spre deosebire de rlector adjunct, care este asociat cu activitatea part-time. În general, orice cadru didactic universitar este numit generic „profesor”, indiferent de rangul oficial de funcție. 
Pentru a deveni lector este nevoie de o diplomă de master, mulți având titlul de doctor. În unele instituții, cum ar fi Universitatea Columbia, titlul implică în mod expres un doctorat sau echivalent profesional. 
În unele cazuri, titlul de lector este acordat temporar unor personalități academice sau publice de prestigiu, fără implicarea într-un post titularizabil, precum fostul președinte Barack Obama care a fost desemnat lector senior la Facultatea de Drept a Universității din Chicago. 

## Lector în Germania
În Germania, lectorul este un cadru didactic care predă, în general, limba sa maternă în cadrul facultăților de filologie sau o limbă străină datorită calificărilor lor. În funcție de universitate și calificare, aceștia pot preda și literatură, lingvistică sau civilizație. Există și lectori specializați în limbi istorice (latina clasică, greaca veche, ebraica biblică etc.). 
Lectorii angajați pe perioadă determinată stau între 2 și 6 ani într-o universitate germană și pregătesc o teză de doctorat la universitatea de origine, fiind folosit ca o etapă de calificare. Lectorii angajați pe perioadă nedeterminată sunt poziții exclusiv didactice. Aceștia au de obicei o sarcină didactică dublă față de un profesor (8-9 ore pentru profesori, 16-17 pentru lectori). Ei pot promova prin vechime și performanță la o clasă salarială superioară, fără a schimba titlul sau sarcinile.
O parte din lectorii activi în Germania sunt lectori sponsorizați, adică finanțați de statul lor de origine pentru a promova limba și cultura acelui stat în Germania, precum lectori italieni, portughezi, greci.
Remunerația lectorilor este comparabilă cu cea a unui cercetător sau profesor de liceu. 

## Lector în Austria
În Austria, lectorii activează în învățământul superior la universități, colegii universitare și școli pedagogice. Ei susțin cursuri în domeniile în care au diplomă universitară. Nu este necesar o pregătire pedagogică pe lângă diploma de învățământ superior. Contractele acestora sunt de obicei pe 4-6 ani. Din 2004, lectorii noi angajați trebuie să fie angajați civili și nu mai pot fi funcționari publici. 

## Lector în Rusia
În Rusia, lector nu este un rang academic sau o denumire oficială de funcție, ci doar o descriere a unui cadru didactic care susține prelegerile pentru un anumit curs. Titlul este pur și simplu o descriere tehnică, fără obligații speciale de predare sau cercetare. Deși lectorii tind să fie cadre didactice superioare, precum profesori sau conferențiari, orice membru al facultății poate susține prelegeri. 

## Lector în alte țări
În țările scandinave, un lector este un cadru didactic titular care are obligații de predare, de cercetare și de supervizare a doctoranzilor și masteranzilor. Ei pot participa și la conducerea universității ca șefi de departament sau decani. Pentru această funcție, este necesară funcția anterioară ca adjunct și doctorat. 
1. ↑  Legea nr. 1 / 
2011 (Legea Educației Naționale), art. 219 și 301.
2. ↑  Legea nr. 1 / 2011 (Legea Educației Naționale), art. 285.
3. ↑  Legea nr. 1 / 2011 (Legea Educației Naționale), art. 287.
4. ↑  „HSGV § 42 Lehrkräfte für besondere Aufgaben | RECHT.NRW.DE”. recht.nrw.de. Accesat în 3 mai 2025.
5. ↑  Janson, Kerstin; Schömburg, Harald; Teichler, Ulrich (2007), Wege zur Professur: Qualifizierung und Beschäftigung an Hochschulen in Deutschland und den USA, Waxmann, ISBN 978-3-8309-1788-5